# St. Mauritius (Hollern)

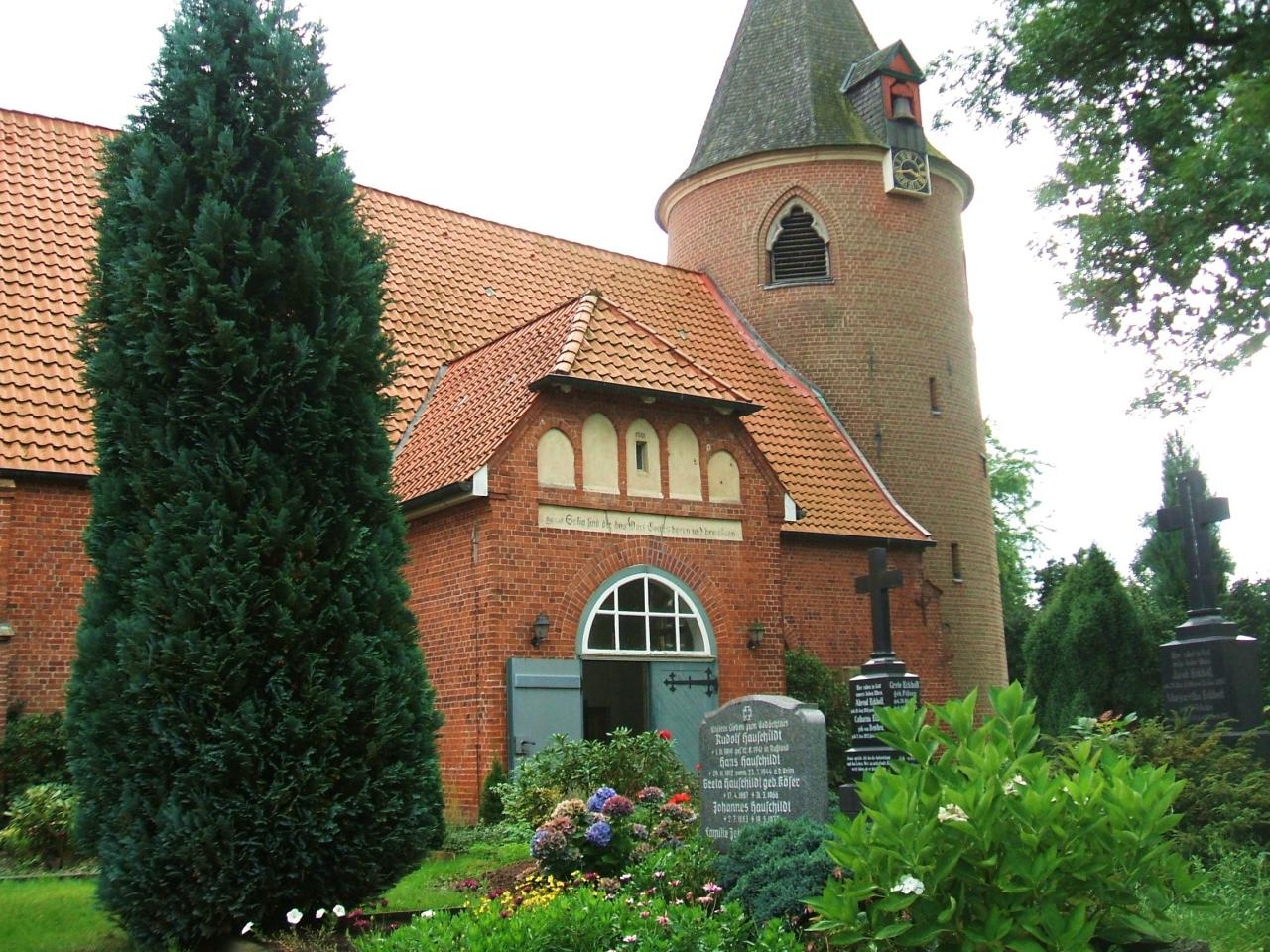
Kirche St. Mauritius in Hollern

Die St.-Mauritius-Kirche ist ein denkmalgeschütztes Kirchengebäude in Hollern, einem Ortsteil der Gemeinde Hollern-Twielenfleth im Landkreis Stade (Niedersachsen). Die evangelisch-lutherische Kirchengemeinde Hollern-Twielenfleth gehört zum Evangelisch-Lutherischen Kirchenkreis Stade, in der Evangelisch-Lutherischen Landkirche Hannover. Zur Kirchengemeinde Hollern-Twielenfleth gehört ebenfalls die St.-Marien-Kirche zu Twielenfelth.

## Geschichte und Architektur
Die Kolonisation der Gegend begann um 1135 durch Siedler aus Holland, denen auch das Recht zum Bau eigener Kirchen zugestanden wurde. Eine erste schriftliche Erwähnung der Kirche stammt aus der Zeit um 1250. Um die Gebäude vor den Fluten zu schützen, wurden sie auf einer Warft erbaut. Die Kirche war, zusammen mit der in Steinkirchen, dem Domdekan in Bremen unterstellt, der das Zehntrecht hatte und die geistliche Gerichtsbarkeit ausübte. Mit der Reformation wurde 1540 ein Prediger mit lutherischem Bekenntnis gewählt.
Von dem Vorgängergebäude im gotischen Stil waren nach starkem Verfall, nur noch die Grundmauern für einen Neubau nutzbar, der 1901 aufgemauert wurde. In der alten Kirche standen für die einflussreichen Familien vier Priechen, die nicht wieder eingebaut wurden.
Der Innenraum ist einschiffig, die geweißten Wände sind verputzt, an der Nord- und an der Westseite steht jeweils eine Empore. In das Schiff und den Altarraum wurden halbkreisförmige Tonnengewölbe eingezogen, die blau gefasst sind. Sie zeigen Reliefs von Sonne, Mond und Sternen.

## Kirchturm
Der im 12. Jahrhundert über einem runden Grundriss errichtete Turm ist das älteste Gebäudeteil der Kirche gilt zugleich als das älteste erhaltene Bauwerk im Alten Land. Er besitzt mächtige Mauern aus Feldstein, die mit Backstein ummantelt sind, und ein spitzes Kegeldach. Kein anderer Turm im Alten Land ist aus Stein gemauert. Ursprünglich diente er auch als Wehrturm, was Schießscharten im Mauerwerk belegen. Der 25 Meter hohe Turm diente einst nicht nur bei Sturmfluten als Schutzraum.
Auf der Nordseite des Turms befindet sich oberhalb der Traufe eine Dachgaube, die eine 1491 von Goteke Klinghe gegossene Uhrschlagglocke enthält. Sie erklingt halbstündlich und zeigt damit akustisch die Uhrzeit an, die optisch von einem Zifferblatt der Turmuhr direkt darunter abzulesen ist. Im Turm hängen zwei Läuteglocken, die beide 1694 von Christoph Haupner in Stade gegossen wurden.
- Die Betglocke mit dem Schlagton dis'−2 wiegt etwa 1.380 kg und hat einen Durchmesser von 1318 mm.
- Die Kleine Glocke mit dem Schlagton gis'−8 wiegt etwa 815 kg und hat einen Durchmesser von 1077 mm.

## Ausstattung
- Ein Standbild zeigt den Hl. Mauritius als gekrönten Ritter mit Schwert, sein Gesicht ist schwarz.[9] Das Standbild des Kirchenpatrons und Märtyrers steht in einer Nische rechts neben der Kanzel.[10]
- Das Taufbecken wird von drei Jünglingen getragen, die auf einem Sockel aus Backstein stehen[11]. Sie wurde in der Mitte des 14. Jahrhunderts angefertigt. Der Kessel aus Bronze ist vierzig Zentimeter hoch, der Deckel von 1662 aus Holz ist reich verziert. Er trägt Plastiken mit der Darstellung der Taufe Jesu und einen turmähnlichen Aufsatz. Der Taufdeckel aus Holz wird über ein Gegengewicht mit einem Eisenstab angehoben. In der Mitte des Innenraumes hängt ein Taufengel vom 17. Jahrhundert, der ursprünglich so mit dem Taufdeckel verbunden war, dass der Engel sich herabsenkte, wenn der Deckel gehoben wurde, und umgekehrt. Die achteckige Taufschranke von 1572 fasst das Becken ein.[12]
- Ein Ölgemälde auf Leinwand zeigt die Bergpredigt.
- Der Kronleuchter mit vier Armen wurde 1681 gefertigt.
- Das Kastengestühl wurde 1961 erneuert.
- Der Altar, eine Arbeit aus der Zeit der Renaissance um 1570, ist aufgemauert und verputzt. Der Altaraufsatz zeigt Gemälde, mittig das letzte Abendmahl, die Fußwaschung und den Garten Gethsemane. In den beiden Flügeln sind die Anbetung der Hirten, die Geißelung Jesu, die Essigtränkung unter dem Kreuz und die Auferstehung dargestellt. Über dem Mittelfeld ist ein Bild mit dem jüngsten Gericht zu sehen, daneben stehen zu beiden Seiten vollplastische Figuren der Apostel Petrus und Paulus, weiterhin sind in Medaillons Martin Luther und Philipp Melanchthon dargestellt. Der Altar ist von einem gesprengten Giebel mit Kreuzigungsgruppe bekrönt.[13]
- Die 1670 geschaffene Kanzel ersetzte eine andere von 1559, die im Gegensatz zur heutigen keinen Schalldeckel besaß. Vier Seiten eines Achteckes bilden die Brüstung, die darin befindlichen Gemälde zeigen die vier Evangelisten. Das Gesims ist mit einer Inschrift ausgestattet: 1671 VERBUM DOMINI MANET IN AETERNUM (Das Wort des Herrn bleibt in Ewigkeit). An der Unterseite des Schalldeckels ist die Pfingstgeschichte dargestellt.[14]

## Schnitger-Orgel

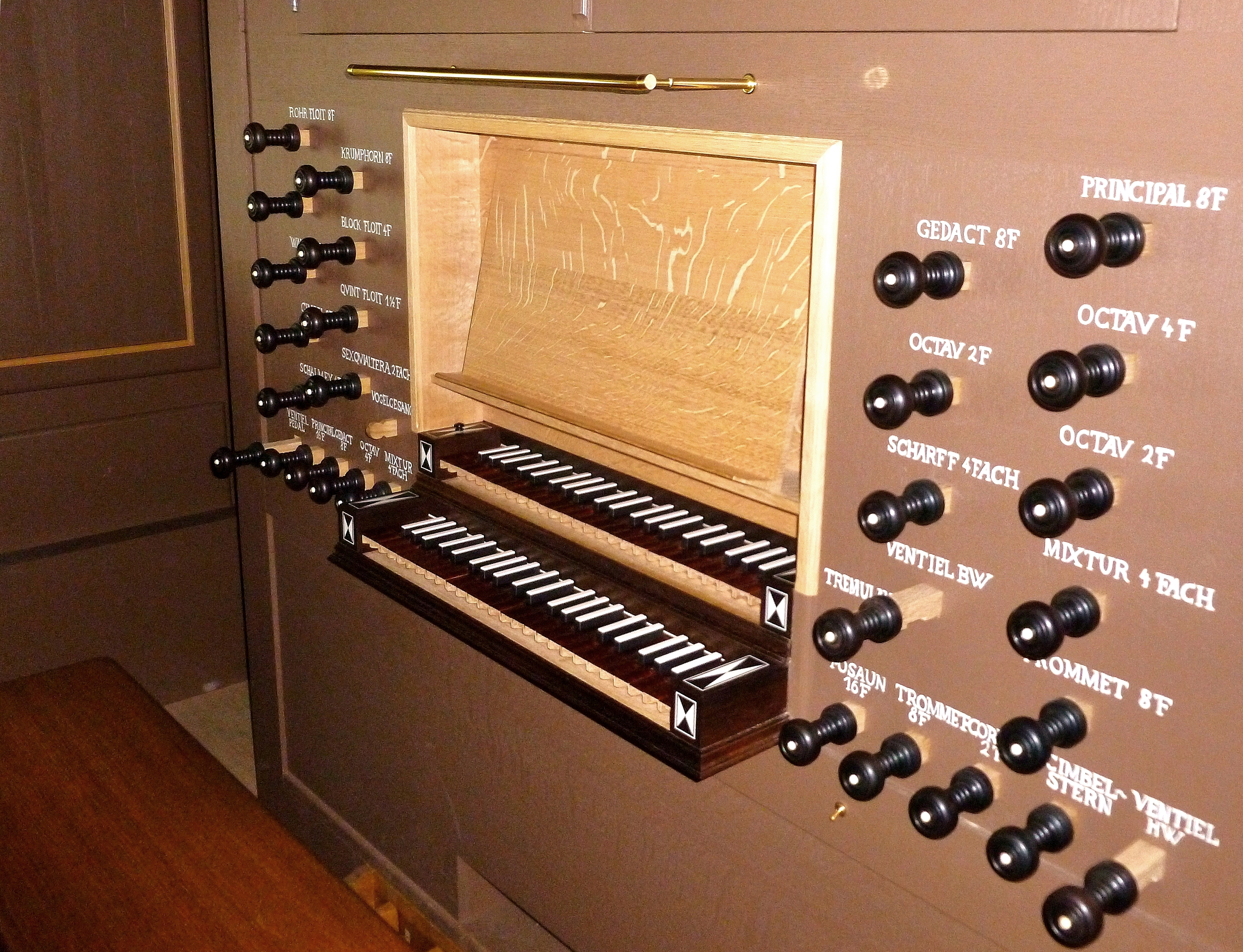
Der Spieltisch der Orgel

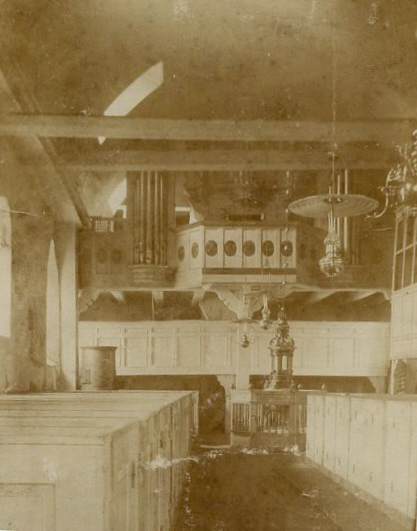
Ansicht der alten Orgel

Die Orgel wurde von 1688 bis 1690 von Arp Schnitger gebaut und besitzt 24 Register, zwei Manuale und Pedal. Von dem originalen Bestand an Pfeifen ist etwa die Hälfte, ebenso wie ein großer Teil des Gehäuses erhalten. Vincent Lübeck examinierte das Instrument am 21. September 1690, Philipp Furtwängler aus Elze baute das Instrument 1858 um. Statt des Brustwerkes legte er ein Hinterwerk mit einer neuen Lade und einem zum Teil neuen Pfeifenwerk an. Von 1966 bis 1967 baute die Firma Kemper aus Lübeck die Orgel um; um Platz für ein neues Brustwerk zu bekommen, wurde der obere Teil des Hauptwerkgehäuses höher gesetzt. Die Maßnahme war nicht sonderlich erfolgreich, das Klangbild galt als bedauerlich. Die Firma Ahrend aus Leer renovierte und rekonstruierte die Orgel grundlegend, sie wurde am 28. August 2011 eingeweiht.